# Falec (poeta)
Falec (grec antic: Φάλαικος, llatí: Phalaecus) fou un poeta líric i epigramàtic grec, del qual pren el nom l'anomenat «hendecasíl·lab faleci», un metre del qual no va ser pas l'inventor, ans solament que el va usar especialment.
Diversos autors antics l'esmenten, però no donen informació sobre les seves obres excepte que componia himnes a Hermes. Hefestió en cita un vers, que és probablement l'inici d'un dels seus himnes. Va ser un bon epigramatista, i cinc dels seus epigrames es troben a l'Antologia grega, i se'n coneix un altre citat per Ateneu de Nàucratis. Fou probablement un poeta dels destacats durant l'època alexandrina (segona meitat del segle iv aC).
L'hendecasíl·lab faleci va ser molt emprat pels poetes romans, i els gramàtics l'anomenen hendecasíl·lab, però admet moltes variacions rítmiques en la seva forma. Safo usava aquest ritme amb freqüència, i el vers es va anomenar μέτρον Σαπφικὸν ἦτοι φαλαικείον (metre sàfic i faleci), però també l'usen poetes més antics, com ara Anacreont, i també Sòfocles, Cratí d'Atenes, Simònides de Ceos i altres.